# Set You Free
Set You Free è un singolo del duo rock statunitense The Black Keys, pubblicato nel 2003 ed estratto dal loro secondo album Thickfreakness.
La canzone appare anche nella colonna sonora del film School of Rock (2003).

## Tracce
1. Set You Free
2. Hard Row
3. Evil

## Formazione
- Dan Auerbach - voce, chitarra
- Patrick Carney - batteria, percussioni